# Jos Rosenthal
Josef „Jos“ Rosenthal (* Juli 1938 in Wien) ist ein österreichischer Wissenschaftsjournalist.

## Leben
Er studierte Germanistik und Ethnologie an der Universität Wien, wo er 1967 promovierte (Die lateinischen Lehnwörter im Wienerischen). Seit 1968 war er Wissenschaftsredakteur beim Österreichischen Fernsehen. Er wohnt in Klosterneuburg. 2006 wurde ihm der Berufstitel „Professor“ verliehen.

## Schriften (Auswahl)
- Die lateinischen Lehnwörter im Wienerischen. Dissertation. Universität Wien, 1967.[1]
- mit Josef Fink:  Selig die Zärtlichen. Die Bergpredigt als politische Alternative. Linz 1982, ISBN 3-85329-342-5.
- mit Ferdinand Dexinger: Als die Heiden Christen wurden. Zur Geschichte des frühen Christentums. Limburg 2001, ISBN 3-7867-8397-7.
- Der Prozess Jesu. 18 Stunden bis zur Hinrichtung. Limburg 2003, ISBN 3-7867-8475-2.
- Die Jüngerinnen. Frauen im Neuen Testament. Limburg 2004, ISBN 3-7867-8534-1.
- mit Gottfried Hierzenberger: Der betende Mensch. Kleine Kultur- und Geistesgeschichte des Betens. Kevelaer 2005, ISBN 3-7867-8569-4.
- Die Ware Gott. Denkanstöße über den ewigen Mißbrauch. Wien 2007, ISBN 3-85167-206-2.